# سیمونه ماسینی
سیمونه ماسینی (انگلیسی: Simone Masini؛ زادهٔ ۲۳ اکتبر ۱۹۸۴) بازیکن فوتبال اهل ایتالیا است.
از باشگاه‌هایی که در آن بازی کرده‌است می‌توان به باشگاه فوتبال رجینا، باشگاه فوتبال آسکولی، باشگاه فوتبال ویرتوس لانچانو، باشگاه فوتبال مونتسا، و باشگاه فوتبال چزنا اشاره کرد.
وی همچنین در تیم‌های ملی فوتبال زیر ۲۰ سال ایتالیا و Italy under-21 Serie B representative team بازی کرده‌است.